# LCROSS

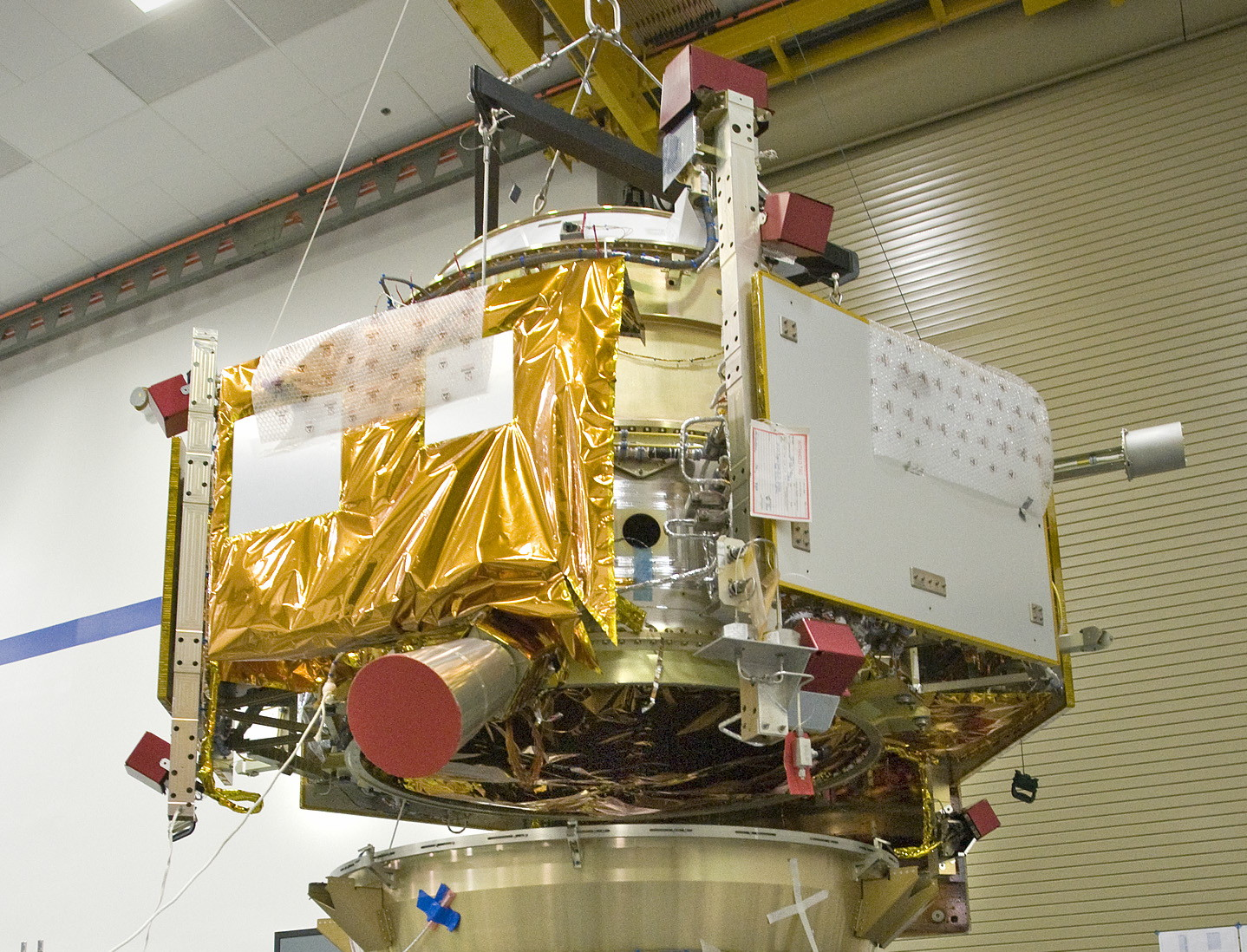
Sonda LCROSS – Shepherding Spacecraft

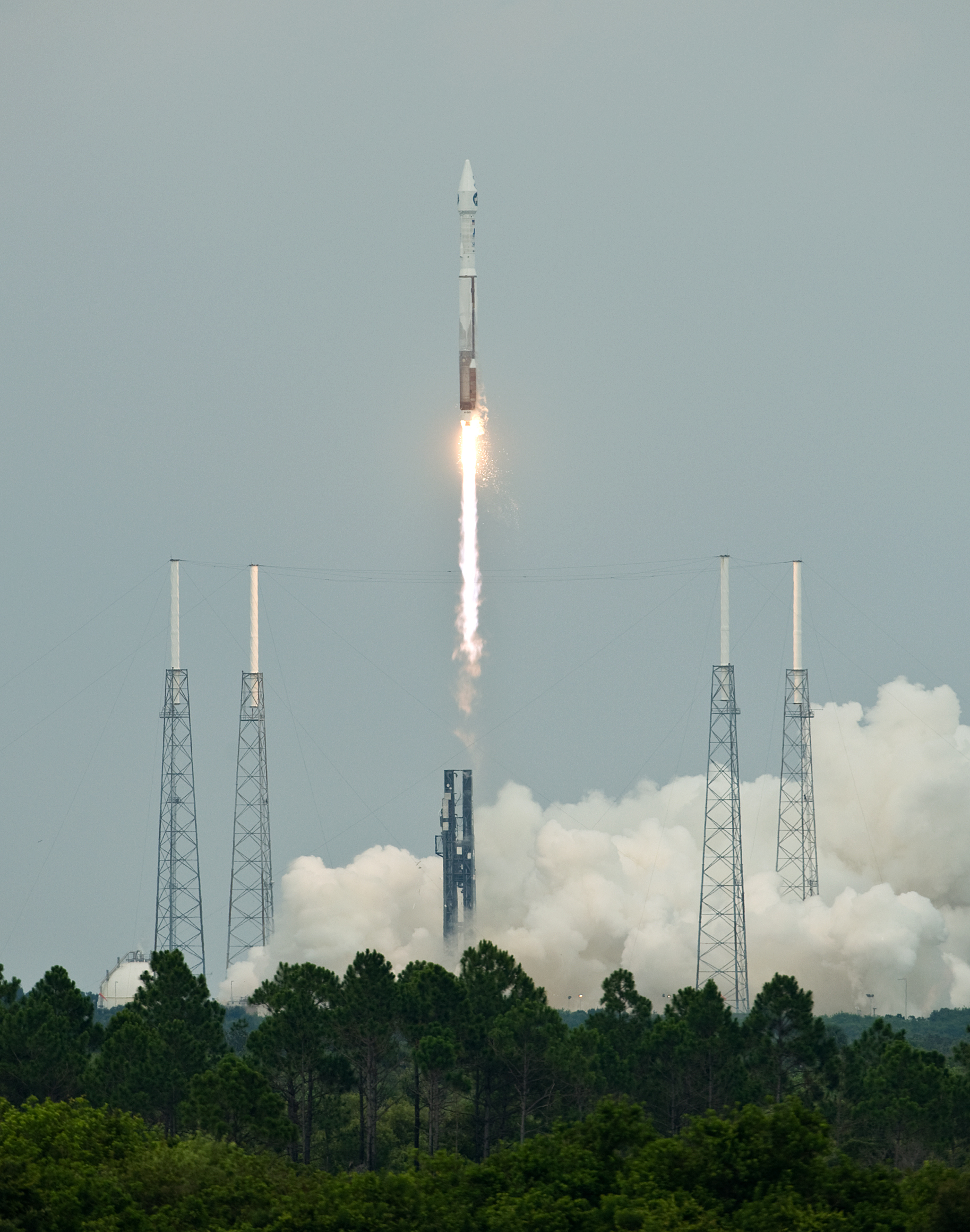
Start rakiety nośnej Atlas V z sondami LCROSS i LRO

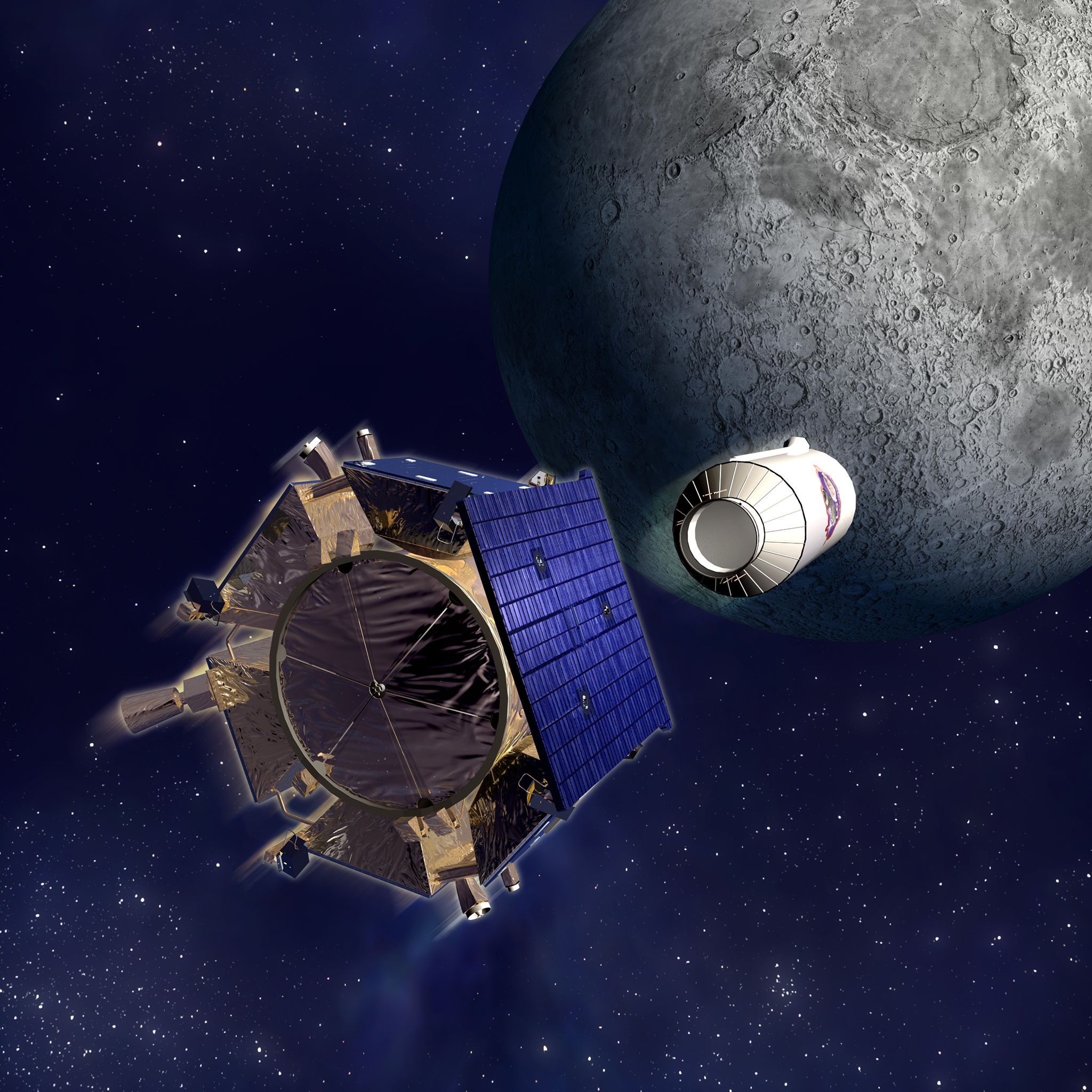
Sonda LCROSS po oddzieleniu impaktora EDUS od S-S/C

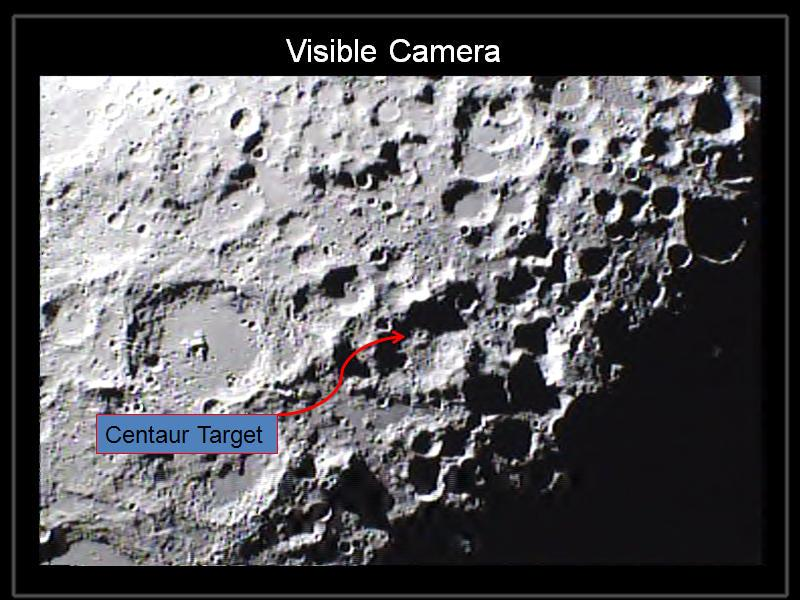
Miejsce uderzenia członu EDUS na fotografii wykonanej przez S-S/C

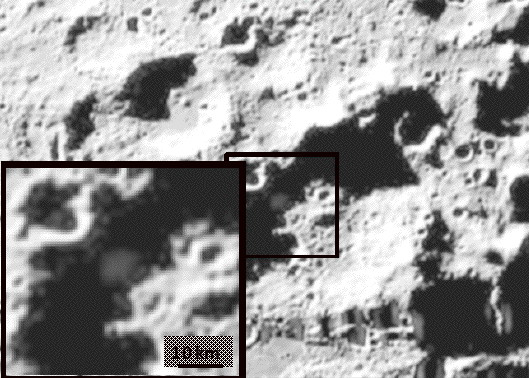
Obłok wyrzutu uwidoczniony około 20 s po uderzeniu członu EDUS

LCROSS (ang. Lunar CRater Observation and Sensing Satellite) – amerykańska sonda kosmiczna, której zadanie polegało na uderzeniu, w celach badawczych, w powierzchnię Księżyca w okolicach jego południowego bieguna. W celu obserwacji i badania skutków uderzenia, element uderzający został rozdzielony na dwie części, z których pierwsza uderzyła w powierzchnię Księżyca wzniecając tumany pyłu, druga zaś analizowała ich skład i przekazywała wyniki na Ziemię, po czym również (po czterech minutach od uderzenia pierwszej części) uległa rozbiciu o powierzchnię Księżyca.

## Cele misji
- Potwierdzenie obecności lodu wodnego (lub jego braku) we wnętrzu stale zacienionego krateru w okolicach bieguna Księżyca.
- Stwierdzenie przyczyny występowania sygnatur wodoru, wykrytych na biegunach księżycowych.
- Określenie ilości wody w księżycowym regolicie.
- Określenie składu regolitu we wnętrzu stale zacienionego krateru księżycowego.
- Dostarczenie technologii i modułowych podsystemów, które będą mogły być wykorzystane w projektach przyszłych misji kosmicznych.

## Konstrukcja sondy
Sonda LCROSS składała się z dwóch elementów: członu EDUS i sondy S-S/C.
- Człon EDUS (Earth Departure Upper Stage), stanowił górny stopień rakiety nośnej (zob. Centaur - człon rakiety), który przy uderzeniu w powierzchnię Księżyca miał masę do 2366 kg.
- Kadłub sondy S-S/C (Shepherding Spacecraft) pochodził z konstrukcji łącznika ładunkowego ESPA (EELV Secondary Payload Adapter) rakiety nośnej. Energia była dostarczana przez baterie ogniw słonecznych o mocy 600 W, które ładowały baterie litowo-jonowe o pojemności 40 Ah. Łączność z sondą zapewniały dwie anteny rogowe i dwie anteny wielokierunkowe. Maksymalna szybkość przesyłania danych na Ziemię wynosiła 1,5 Mb/s. Sonda była zaopatrzona w dwa zestawy po 8 silników kontroli położenia. Materiałem pędnym było dla nich 306 kg hydrazyny. Całkowita masa przy starcie wynosiła 891 kg, w tym masa konstrukcji bez paliwa 585 kg.

### Instrumenty naukowe
Zestaw 9 instrumentów na pokładzie S-S/C służył do obserwacji przebiegu uderzenia członu EDUS w powierzchnię Księżyca oraz do analizy wyrzuconej materii i określenia zawartości w niej wody, węglowodorów i minerałów uwodnionych. W jego skład wchodziły:
- kamera w świetle widzialnym (Visible Camera - VIS) - kamera wideo z matrycą CCD o ogniskowej 12 mm i rozdzielczości 720 x 486 pikseli
- dwie kamery w bliskiej podczerwieni (Near Infrared Cameras - NIR1, NIR2) - obserwacje w zakresie długości fal 0,9 - 1,7 μm
- dwie kamery w środkowym zakresie podczerwieni (Mid Infrared Cameras - MIR1, MIR2) - obserwacje w zakresie długości fal 6,0 - 13,5 μm
- spektrometr światła widzialnego (Visible Spectrometer - VSP) - obserwacje w zakresie długości fal 263 - 650 nm
- dwa spektrometry bliskiej podczerwieni (Near Infrared Spectrometers - NSP1, NSP2) - obserwacje w zakresie długości fal 1,2 - 2,4 μm
- fotometr (Total Luminance Photometer - TLP) - pomiary natężenia oświetlenia w zakresie 400 - 1000 nm z częstotliwością 1000 Hz

Instrumenty sondy były w stanie wykryć obecność wody o koncentracji 0,1% - 0,5% w podpowierzchniowym regolicie.

## Przebieg misji

### Wprowadzenie sondy na orbitę kolizyjną z Księżycem
Pierwszym etapem misji było wyniesienie sondy LCROSS na właściwą orbitę, tak, by dalszy ruch po niej doprowadził do uderzenia w Księżyc z możliwie dużą energią i w konsekwencji powstania odpowiednio dużej chmury pyłu przeznaczonego do analizy.
Sonda LCROSS została wyniesiona 18 czerwca 2009 r. jako ładunek dodatkowy rakiety nośnej Atlas V 401 wynoszącej również sondę Lunar Reconnaissance Orbiter (LRO). Po 44 min 43 s od startu sonda LRO została odłączona od reszty ładunku, natomiast sonda LCROSS (element S-S/C połączony z górnym stopniem rakiety nośnej) znalazła się na orbicie o parametrach 133 km x 348 640 km i nachyleniu 28,0°.
23 czerwca o godz. 10:30 UTC sonda minęła Księżyc w odległości 3270 km i wykorzystując jego asystę grawitacyjną przeszła z orbity transferowej na inną eliptyczną orbitę wokółziemską, nazwaną LGALRO (Lunar Gravity Assist Lunar Return Orbit), o perygeum 357 000 km, apogeum 582 000 km, nachyleniu 45° i okresie około 37 dni. Przed finalizującym misję uderzeniem o powierzchnię Księżyca, sonda LCROSS przeszła trzykrotnie przez apogeum tej orbity w dniach 10 lipca, 16 sierpnia i 22 września 2009 r.
22 sierpnia doszło do usterki systemu kontroli orientacji IRU (Internal Reference Unit). Sonda przełączyła się na system kontroli orientacji oparty na szukaczu gwiazd, którego działanie spowodowało jednak zużycie ok. 140 kg paliwa przez silniki korekcyjne, co stanowiło większość jego zapasu. Kontrolerzy lotu powstrzymali nadmierne zużycie paliwa i ponownie uruchomili system IRU.
11 września NASA ogłosiła, że za cel uderzenia sondy został wybrany krater Cabeus A.
28 września poinformowano o zmianie celu uderzenia sondy na krater Cabeus o współrzędnych 84,9° S, 35,5° W.

### Właściwa część misji
9 października 2009 r. około 01:50 UTC, w odległości 87 000 km od Księżyca, sonda LCROSS została rozdzielona na dwa osobne elementy, z których pierwszy (EDUS) miał uderzyć w wybrane miejsce we wnętrzu stale zacienionego krateru Cabeus, drugi zaś (S-S/C) miał posłużyć do sterowania pierwszym członem, przeprowadzić badania chmury pyłu powstałej w wyniku uderzenia, dokonać transmisji tych danych na Ziemię, po czym również uderzyć w Księżyc. Powodzenie misji zależało w dużym stopniu od zapewnienia odpowiedniej odległości obu elementów w chwili, gdy pierwszy z nich uderzy w powierzchnię Księżyca. Zbyt duża odległość uniemożliwiłaby przeprowadzenie pomiarów przez S-S/C, zbyt mała natomiast groziła uszkodzeniem aparatury pomiarowej przez opuszczające miejsce uderzenia odłamki. Należało ponadto zapewnić odpowiednio długi czas pomiędzy rozbiciem się obu elementów, tak aby człon S-S/C zdążył przeprowadzić pomiary i wysłać ich wstępne wyniki na Ziemię. Jako kompromis pomiędzy tymi wymaganiami przyjęto, że czas między uderzeniami obu członów wyniesie ok. 4 minuty a ich wzajemna odległość w chwili uderzenia pierwszego członu wyniesie ok. 600 km.
W wyniku rozłączenia członów, zaczęły one oddalać się od siebie z prędkością 2,5 km/h, przy czym EDUS zbliżał się do Księżyca szybciej. Różnica prędkości członów była jednak zbyt mała, by zapewnić ich odpowiednią odległość w chwili rozbicia pierwszego. Aby zwiększyć ten dystans, o 02:30 UTC moduł S-S/C wykonał trwający 4 minuty manewr hamujący, zwiększając prędkość oddalania się od EDUSa o dodatkowe 32,4 km/h. Dzięki temu, w chwili uderzenia EDUSa człon S-S/C znajdował się około 600 km dalej i miał przed sobą jeszcze cztery minuty lotu.
EDUS uderzył w powierzchnię Księżyca z prędkością około 2,5 km/s, tworząc krater o szacunkowych wymiarach 27 m średnicy i 5 m głębokości oraz wyrzucając około 350 ton materii. Instrumenty na pokładzie S-S/C obserwowały przebieg uderzenia, analizowały skład wyrzuconej materii i przekazywały na żywo zebrane informacje na Ziemię. Sonda przeleciała przez obłok wyrzutu i około 4 minuty po uderzeniu przez EDUS zderzyła się z powierzchnią Księżyca. Powstały przy uderzeniu S-S/C krater miał około 18 m średnicy i 3 m głębokości. Wyrzuconych przy tym miało zostać około 150 ton materii.
Uderzenie członu EDUS nastąpiło o 11:31:20 UTC w miejscu o współrzędnych 84,674° S, 311,302° E.
Uderzenie sondy S-S/C nastąpiło o 11:35:36 UTC w miejscu o współrzędnych 84,731° S, 310,522° E.
Projekt LCROSS kierowany był przez ośrodek NASA Ames Research Center. Sonda została skonstruowana w zakładach koncernu Northrop Grumman. Całkowity koszt misji, bez kosztu startu, był planowany na 79 milionów USD.

### Obserwacje i analizy zderzenia
Instrumenty na pokładzie S-S/C zaobserwowały błysk uderzenia członu EDUS i powstały przy tym krater oraz uwidoczniły obłok wyrzuconej materii. Fotografie wskazują, że średnica krateru uderzeniowego wynosi około 28 m. Przebieg uderzeń był obserwowany także przez sondę Lunar Reconnaissance Orbiter (LRO), teleskopy naziemne i obserwatoria satelitarne. Spektrometr ultrafioletu na pokładzie LRO potwierdził obecność obłoku wyrzutu, natomiast radiometr sondy zaobserwował powstały krater uderzeniowy.
13 listopada 2009 r. NASA ogłosiła, że wstępna analiza zebranych danych wskazuje na odkrycie obecności wody.
Uderzenie członu EDUS w powierzchnię Księżyca wytworzyło składający się z dwóch części obłok wyrzutu. Pierwsza część składała się z wyrzuconego pod dużym kątem obłoku pary i drobnego pyłu. Cięższy materiał utworzył wyrzuconą pod małym kątem kurtynę. Dane ze spektrometrów bliskiej podczerwieni sondy wskazują na obecność wody w obydwu fragmentach wyrzutu. Spektrometr światła widzialnego i ultrafioletu zaobserwował obecność grup hydroksylowych.